# Al-Ittihad Alexandria Club
El-Ittihad El-Iskandary (também conhecido como Al-Ittihad Al-Iskandary) é um clube egípcio de futebol, da cidade do Alexandria fundado em 1914. Disputa atualmente a Egyptian Premier League.

## Títulos

### Nacionais
Copa do Egito: 6
(1926, 1936, 1948, 1963, 1973, 1976)
 Copa do Sultão: 1
(1935)
 Liga do Alexandria: 1
(2014)